# Marcel Gouzy
Marcel Gouzy   (Sant Feliu d'Amunt, 15 de març de 1908 - Pau, 1987) va ser un poeta nord-català que publicà en francès.
Ultra la seva obra publicada en llibres, col·laborà en revistes literàries com Els Marges, Ars Carminis i Tramontane.
El seu fill Jep Gouzy i Anrich (1933) fou professor de castellà i poeta en llengua catalana.

## Obres
Obres de l'autor:
- Primavères (1927)

- Ce village où meurent les fontaines Prades: Roca, 1968
- Clariana (1971)
- Ces joies que l'on appelle intérieures Prades: J.Legrand, 1974
- Les sentiers de ma mémoire I. Le pain de brique Prades: Revue Conflent, 1981